# Захаров, Виталий Георгиевич
Виталий Георгиевич Захаров (бел. Віталь Георгіевіч Захараў; род. 18 декабря 1967, Фергана) — белорусский фехтовальщик, чемпион Европы (2001), призёр чемпионатов мира (2002, 2003), участник Олимпийских игр (1996, 2000). Заслуженный мастер спорта Белоруссии (2003).

## Биография
Виталий Захаров родился 18 декабря 1967 года в Фергане. В 1987 году переехал в Минск В возрасте 16 лет начал заниматься фехтованием. Первый тренер — Александр Гоппе. Финалист Кубра мира-94, 95. Бронзовый призёр Кубка мира 1996. С 1999 года тренировался под руководством Анатолия Новикова. В качестве своей специализации выбрал фехтование на шпагах.
Наиболее значимых достижений добивался в начале 2000-х годов. В 2001 году на чемпионате Европы в Кобленце дошёл до финала, где победил титулованного итальянца Паоло Миланоли и завоевал золотую медаль. Благодаря этому успеху вошёл в историю как первый белорусский фехтовальщик, ставший чемпионом Европы. В 2002 и 2003 годах выигрывал бронзовые награды чемпионатов мира.
После завершения своей спортивной карьеры занялся тренерской деятельностью. Работает тренером по современному пятиборью в Республиканском центре олимпийской подготовки.